# Abraham de Moivre
Abraham de Moivre (Vitry-le-François, 26 maggio 1667 – Londra, 27 novembre 1754) è stato un matematico francese, amico di Isaac Newton.

## Biografia

La dottrina degli azzardi, 1776 (Fondazione Mansutti, Milano).

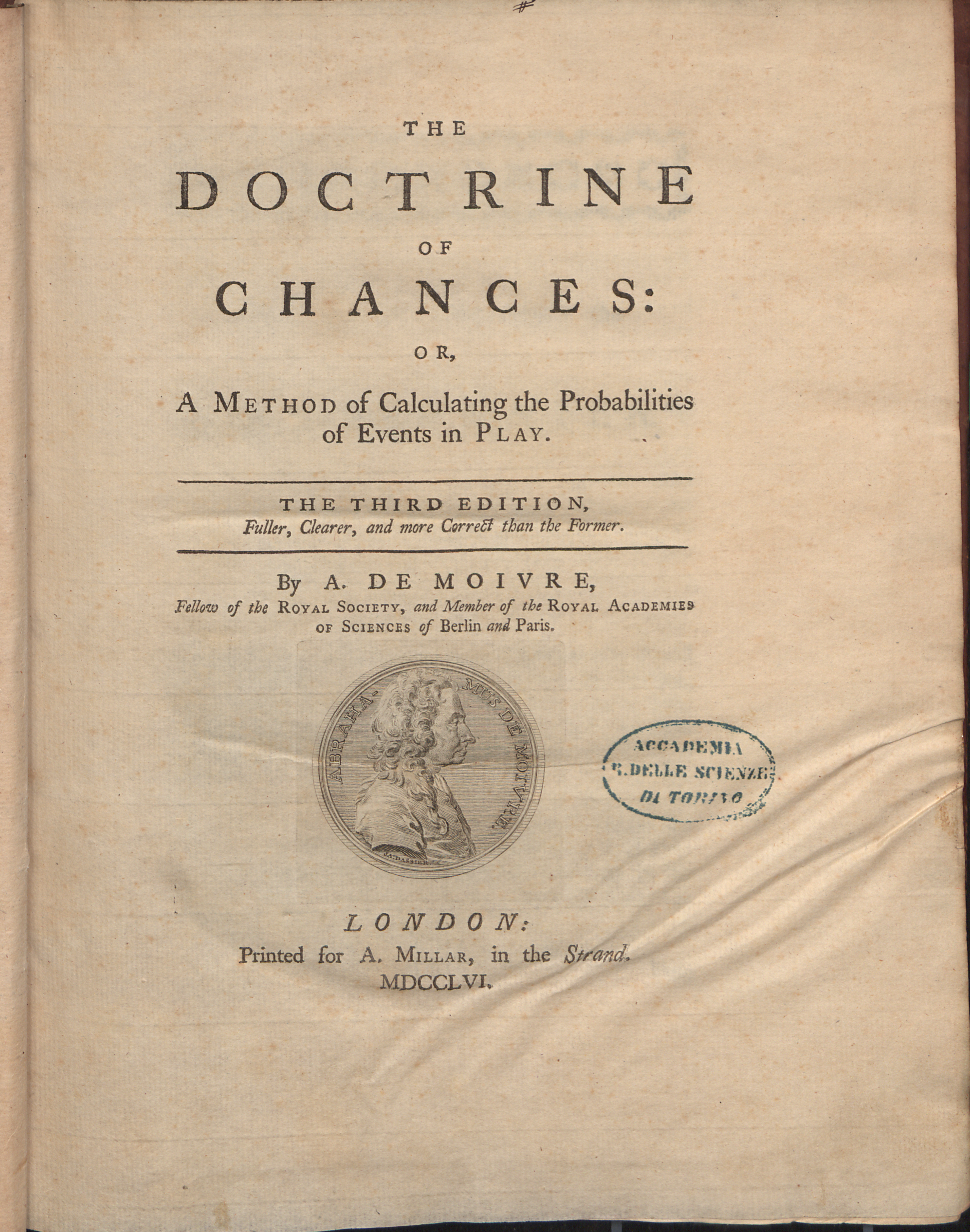
Doctrine of chances, 1761

È noto per la formula di de Moivre (che collega i numeri complessi con la trigonometria), i suoi lavori sulla distribuzione normale e la teoria della probabilità, e per la scoperta (anche se in forma incompleta) dell'approssimazione di Stirling.
Quest'ultima venne usata nel 1733 da de Moivre per derivare la variabile casuale normale come una approssimazione della variabile casuale binomiale.
Nella seconda edizione, pubblicata nel 1738 de Moivre accreditò a James Stirling i miglioramenti apportati alla formula.
Poco più che ventenne si trasferì a Londra, dove strinse amicizia con Edmund Halley e Isaac Newton. A 30 anni venne ammesso alla Royal Society. Il giurista britannico Francis Maseres, anch'egli membro della Royal Society, nel suo The principles of the doctrine of life-annuities (1783) si basò sulle tavole di De Moivre e Deparcieux.
Nell'ultimo periodo della sua vita soffrì di letargia e secondo un aneddoto avrebbe predetto la data della sua morte servendosi di un calcolo matematico. Infatti, notando che dormiva 15 minuti in più ogni giorno, suppose che sarebbe morto quando il sonno avesse raggiunto le 24 ore, precisamente il 27 novembre 1754.

## Opere
- Doctrine des chances (1718), dove introduce la variabile casuale poissoniana antelitteram.
- Annuities upon lives, dove trovano risposta i problemi sulla rendita vitalizia.
- Miscellanea Analytica (1730), dove appare l'approssimazione di Stirling antelitteram.

### Edizioni
- (LA) Abraham de Moivre, Miscellanea analytica de seriebus et quadraturis, Londini, Jacob Tonson, John Watts, 1730. URL consultato il 25 giugno 2015.

- (EN) Abraham de Moivre, Doctrine of chances, London, Andrew Millar, 1761. URL consultato il 25 giugno 2015.